# Francesc Gay i Coll
Francesc Gay i Coll (Calella, 14 de març de 1889 — la Pinya, 12 d'agost de 1936) fou un eclesiàstic i escriptor català. S'ordenà sacerdot a Tortosa el 1911. Durant setze anys fou vicari de diverses parròquies: Cassà de la Selva, Palamós, Sant Esteve d'en Bas i Palafrugell. El 1927 fou nomenat rector de La Pinya. Des d'aleshores sovint utilitzà el càrrec com a pseudònim signant: El Rector de La Pinya. També va signar algunes de les seves obres teatrals amb el pseudònim Franc de Pinyana. Va col·laborar a diverses revistes i diaris de l'època, principalment a La Tradició Catalana, d'Olot. Les seves obres de teatre es feren cèlebres en tot el bisbat i arreu de Catalunya, especialment en els centres catòlics. Deixà moltes obres teatrals, sovint musicades per autors catalans. També va escriure dos llibres de poesia i va participar en certàmens literaris, com els Jocs Florals de Barcelona. En iniciar-se la Guerra Civil Espanyola fou assassinat el 12 d'agost de l'any 1936 a mans d'un comitè revolucionari a causa de la seva condició sacerdotal. Els qui el van tractar el defineixen com un sacerdot generós, pobre i molt arrelat al seu país.

## Obres
Teatre
- Asprors de Joventut, 1911
- Guspires socials, 1912
- Enigmes tràgics, 1914
- Esclaus de les passions, 1917
- L'estrella de la felicitat, 1925
- Rostos avall, 1926
- L'Artista, 1927
- El misteri de Nadal (melodrama pastoril en tres actes) amb música de Josep Baró, 1927
- Les Dones de la Passió, 1928
- L'Estampa de primera comunió, 1931
- El Collaret de la princesa, 1932
- L'Esgarriada, 1932
- Diners que sagnen, 1933
- Les Cosinetes, 1935
- L'Apostol català, 1935

Poesia
- Poemets i retaules
- Violes Homilètiques

Obres presentades als Jocs Florals de Barcelona:
- La Bona Mare, 1919
- Idili florit, 1919
- Primaverals, 1919
- A una bacina arqueologica, 1920
- La Pavordessa, 1921
- Oració de la Nit, 1921
- Jardí conventual, 1922
- El mal cassador, 1923
- Hivernada, 1928
- Visions del temps i la natura, 1928
- Sol, solet, 1928
- Pàtria Nova, 1933
- Divorci reial, 1933
- Les dues verges, 1934
- La vida perdurable, 1934